# Erbenermittlung
Als Erbenermittlung oder Erben-Ermittlung bezeichnet man die Suche nach den Verwandten eines Erblassers, die aufgrund gesetzlicher Erbfolge als Erben des Verstorbenen in Frage kommen. 

## Berufsbild
Die Arbeitsmethoden des Erbenermittlers entsprechen jenem des Genealogen; die Recherchen werden durch Ereignisse wie Wohnortswechsel, Namensänderungen, Flucht und Auswanderung erschwert, was oftmals besondere Kenntnisse erfordert: Wann wanderten welche Menschen aus welcher Region an welchen Ort aus? Wo findet man verlässliche Angaben über die gesuchte Person? Gibt es Menschen, die über die gesuchten Erben oder deren Verwandten Auskunft geben können? Der Beruf kann autodidaktisch oder bei einem mit Erbenermittlung befassten Unternehmen erlernt werden.
Erbenermittler werden einerseits durch Nachlasspfleger, Notare und Gerichte von Amtes wegen beauftragt, oder sie werden, aufgrund einer öffentlichen Bekanntmachung, selbst aktiv. Dann werden sie auf Erfolgsbasis bezahlt und tragen die anfallenden Kosten selbst. Bei einer erfolgreichen Erbensuche beträgt die Vergütung zwischen 20 % und 40 % des Brutto-Erbteils (vor Abzug der Erbschaftsteuer) zuzüglich Umsatzsteuer und Auslagen (Urkunden). Die Vergütung ist aus dem Netto-Erbteil zu begleichen, wodurch die Prozentsätze in Bezug auf den Netto-Erbteil wesentlich höher sind. Vorkasse wird nicht erhoben. Das Honorar wird erst nach Vorlage aller Erbnachweise (Erbscheine, Testamente) bei Auszahlung des Nachlasses fällig, und regelmäßig nur wenn die Erben mit dem Erbenermittler eine Honorarvereinbarung treffen.
Die entsprechenden Kosten können die Erben bei der Erbschaftsteuer geltend machen und damit die zu zahlende Erbschaftsteuer mindern.

## Erbenermittlung im Ausland
Insbesondere die Auswanderungswellen aus Europa im 19. und 20. Jahrhundert sorgen noch heute für komplizierte Recherchen in Erbfällen. Ein Beispiel dafür sind ausgewanderte Geschwister im Fall einer älteren, kinderlos verstorbenen Person. Oft muss die Suche nach erbberechtigten Verwandten auf verschiedenen Kontinenten durchgeführt werden. Auch die Verschiebungen der Grenzen in Europa nach Kriegsende 1945 haben entscheidende Auswirkungen auf die Tätigkeit des Erbenermittlers.
Für die Erbenermittlung gilt grundsätzlich das Erbrecht am letzten bekannten Wohnsitz des Verstorbenen. Ausländer können jedoch testamentarisch verfügen, dass das Erbrecht ihres Heimatlandes anzuwenden sei.

## Rechtslage

### Deutschland
Nach § 1960 BGB obliegt die Ermittlungspflicht dem Nachlassgericht oder dem vom Nachlassgericht eingesetzten Nachlasspfleger. In Bayern ist es von Amts wegen Aufgabe des Nachlassgerichtes, die Erben zu ermitteln, wenn ein die Beerdigungskosten übersteigender Nachlass vorhanden ist.
In Fällen, wo keine schwierigen Sachverhalte vorliegen, ist die Einschaltung eines gewerblichen Erbenermittlers auch bei Erbenermittlung in der 3. Ordnung durch einen Nachlasspfleger zunächst nicht zulässig. Vielmehr muss der Nachlasspfleger die Erbenermittlung selbst leisten und darf nur dann einen gewerblichen Erbenermittler einschalten, wenn er alles ihm zumutbare unternommen hat. Erbenermittlungsunternehmen gibt es jedoch schon seit 1849 und damit länger als es das BGB (seit 1900) gibt.
Nach einer erfolgreichen Erbenermittlung ist für das Nachlassgericht die Erbfolge nachgewiesen und die Erben können einen Erbschein beantragen. Können keine gesetzlichen Erben ermittelt werden, so fällt der gesamte Nachlass in der Regel an den Fiskus (Staatserbrecht). Besteht der Nachlass lediglich aus Barvermögen und höchstens aus kleineren, hinterlegungsfähigen Sachwerten (beispielsweise Schmuck), so kommt der Nachlass vorerst in die gerichtliche Hinterlegung.
Falls in einem Erbscheinantrag die Erbfolge nicht vollständig nachgewiesen ist, kann das Nachlassgericht weitere Erben mittels einer öffentlichen Aufforderung nach § 352d FamFG suchen lassen. Melden diese zunächst unbekannten Beteiligten ihre Erbrechte nicht innerhalb einer gesetzlichen Mindestfrist von sechs Wochen nach Veröffentlichung beim Nachlassgericht an, so bleiben ihre Rechte im laufenden Verfahren zunächst unberücksichtigt, und es kann ein Erbschein ohne Ausweisung ihres Erbrechts erteilt werden. Ist das Erbe an das Gemeinwesen gefallen, haben Erben, so sie noch ermittelt wurden, innerhalb von 30 Jahren einen Rückforderungsanspruch.
Einen Anspruch auf eine Vergütung hat ein gewerblicher Erbenermittler nur, wenn er mit dem jeweiligen Erben einen entsprechenden Vertrag geschlossen hat. Motiv für einen Erben, eine solche Vereinbarung zu schließen, ist, dass er ohne den gewerblichen Erbenermittler in vielen Fällen nicht in der Lage ist, die Person des Erblassers selbst festzustellen. Kann der Erbe hingegen selbst den Erblasser herausfinden, dann hat er in der Regel kein Interesse, einen solchen Vertrag zu schließen, da die Vergütung seinen Erbteil erheblich mindert.

### Schweiz
In der Schweiz regelt Artikel 555 des Zivilgesetzbuches die Lage bei unbekannten Erben. Sind die Erben ganz oder teilweise unbekannt, wird mittels öffentlichen Aufrufen nach diesen gesucht. Werden innerhalb eines Jahres keine Erben gefunden, fällt das Erbe an den Kanton oder an die Gemeinde, in welchem der Verstorbene seinen letzten Wohnsitz hatte (§ 466 ZGB). Wird aber innerhalb von zehn Jahren ein Erbe gefunden, besteht ein Rückforderungsanspruch gegenüber der Gemeinde bzw. dem Staat.
In der Schweiz ist die Ermittlung der Erben Sache des Erbschaftsamtes. Erbenermittler werden entweder vom Erbschaftsamt beauftragt und erhalten einen Stundensatz für ihren Aufwand, oder sie arbeiten auf privatem Auftrag hin mit einer Erfolgsprämie. So wurde im Fall der 1980 ermordeten Malerwitwe Nina Kandinsky ein Erbenermittler beauftragt.
Im Unterschied zu Deutschland hört in der Schweiz der Erbgang beim Stamm der Großeltern (und deren Nachkommen) auf. So begrenzt sich der Aufwand des Ermittlers.

### Andere Länder
Der Todesfall ohne Testament wird als im Englischen als intestate death bezeichnet, im Französischen als mort intestat.

#### USA
Das Erbrecht ist je nach US-Bundesstaat unterschiedlich, trotz des Uniform Probate Codes, der bislang in nur 16 Staaten ratifiziert wurde; viele andere Staaten haben den UPC teilweise in ihre Gesetzgebung übernommen.
Nach dem UPC ist im Fall von unverheirateten, kinderlosen Verstorbenen der Stamm der Großeltern (und deren Nachkommen) der entfernteste, erbberechtigte Stamm der Familie. Findet sich kein Erbe, geht die Erbschaft in allen Fällen an die Regierung des Bundesstaates. Erben können etwa in Texas vier Jahre lang Ansprüche auf das Erbe anmelden.
Die Erbenermittlung in den USA bietet größere Herausforderungen als anderswo: Für Einwohner der USA existieren keine Melderegister wie in Europa; nur Besitzer eines Führerscheins müssen Wohnortswechsel innerhalb einer kurzen Frist einer Behörde melden. Darum sind die Daten der Volkszählungen und der amerikanischen Einwanderungsbehörde wichtige Alternativen.

#### Vereinigtes Königreich
Im Vereinigten Königreich ist der Stamm der Großeltern der entfernteste, der im Fall von kinderlosen, unverheirateten Verstorbenen einen Erbanspruch hat.